# César Vidal
Pour les articles homonymes, voir Vidal.

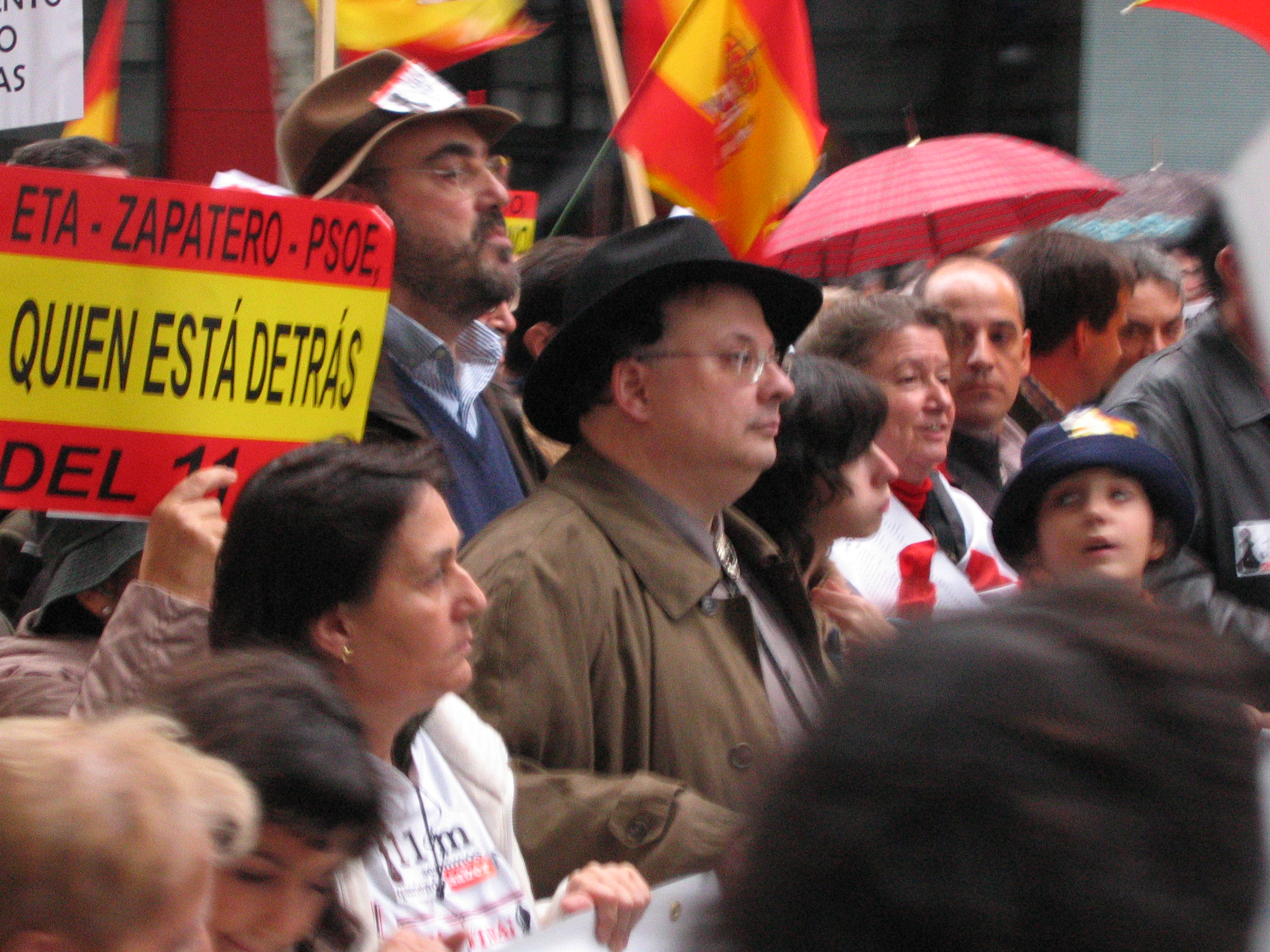
César Vidal (avec un chapeau noir) à une manifestation organisée par l'Association des Victimes du Terrorisme à Madrid, le 25 novembre 2006

César Vidal Manzanares (né le 9 mai 1958 à Madrid), est un écrivain et journaliste espagnol qui a écrit notamment sur l'histoire contemporaine de l'Espagne. 
Les publications historiques de César Vidal font l’objet de sévères critiques dans la communauté universitaire, qui remettent en cause sa méthode et l’accusent de révisionnisme.
Il a publié plus de 100 livres.

## Biographie
Il a étudié en droit à l'Université Complutense de Madrid et a obtenu une licence. En 1980, il est devenu avocat. Il a étudié en histoire à l'Université nationale d'enseignement à distance et a obtenu un doctorat en 1993. Il a étudié en théologie et philosophie à la Logos University de Jacksonville (Floride) aux États-Unis et a obtenu deux doctorats. 

### Activités
Il a été directeur de l'équipe chargée de la traduction en espagnol du Livre noir du communisme, il est l'auteur de nombreux ouvrages et essais sur l'histoire. Il est également journaliste de la presse écrite dans la grande presse, notamment au journal La Razón et comme journaliste radiophonique assume la direction quotidienne d'une émission sur Radio esRadio. Il est l'auteur d'un livre sur les controverses liées aux Témoins de Jéhovah.

### Récompense
Il est détenteur de plusieurs prix littéraires, notamment pour sa biographie du président américain et abolitionniste de l'esclavage Lincoln. Son livre, El Holocausto (1995), lui a valu la reconnaissance des survivants de l'Holocauste-Yad Vashem.

### Ses travaux sur la guerre civile espagnole
Il a écrit deux best-sellers sur la guerre civile qui sont Paracuellos-Katyn (2005) et Las Brigadas internacionales (1998)
Il rejoint par ailleurs les thèses de Stanley Payne[réf. nécessaire], de Pio Moa[réf. nécessaire] et de Ricardo de la Cierva[réf. nécessaire] sur la guerre d'Espagne.

### Controverses
César Vidal est un auteur très controversé. Écrivain extrêmement prolifique, il s’est retrouvé au cœur de plusieurs polémiques qui ont attaqué la crédibilité de ses travaux.
- Ainsi l’égyptologue et universitaire Miguel Ángel Molinero Polo a montré que la traduction que Vidal avait prétendu faire du texte grec de Manéthon n’était en fait que la traduction en espagnol de la traduction anglaise donnée dans la collection Loeb[2] et que Vidal reprenait nombre d’éléments et de notes de cette traduction sans l’indiquer[3].
- César Vidal ne reconnaît pas non plus de validité à l’actuelle théorie de l’évolution et affirme qu’il n’existe pas de preuve de la macroévolution[4].
- Les historiens Ángel Viñas et Ian Gibson accusent César Vidal d’avoir sciemment falsifié des sources de presse dans son ouvrage sur le massacre de Paracuellos[5],[6],[7].
- L’historien Xosé Manoel Núñez Seixas considère qu’il s’agit d'un « historien amateur » qui participe d’un « nouveau révisionnisme »[8].
- Fernando Bravo López, docteur en études islamiques et chercheur à l'université autonome de Madrid soutient que son œuvre, d’une « qualité historiographique nulle », regorge d’anachronismes, est basée sur des préjugés islamophobes, une vision essentialiste de l’islam et une « lecture sélective » des textes sacrés « guidée par la prémisse indiscutable que l'islam est une menace »[9].
- L’historien Ángel Viñas remet en question les titres universitaires dont César Vidal se prévaut[10].

Le 23 décembre 2015, à la suite de la publication par le Trésor espagnol (Agencia tributaria), il est révélé qu'il a un arriéré d'impôts de 2 497 364,07 €,,,.

## Ouvrages
1987
- Recuerdos de un testigo de Jehová (1987) Vida.

1989
- El infierno de las sectas (1989),  (ISBN 84-271-1588-1)
- Psicología de las sectas (Paulinas, 1989),  (ISBN 84-285-1346-5)

1991
- Las sectas frente a la Biblia (1991),  (ISBN 84-285-1410-0)

1992
- Diccionario de patrística (Verbo Divino, 1992),  (ISBN 84-7151-835-X)

1993
- Diccionario histórico del Antiguo Egipto (1993), Alianza  (ISBN 84-206-0635-9)
- El primer Evangelio: El documento Q (Planeta, 1993),  (ISBN 84-08-00205-8)
- El retorno del ocultismo: Nueva Era y fe cristiana (1993),  (ISBN 84-285-1523-9)
- Los documentos del Mar Muerto (1993), Alianza  (ISBN 84-206-9680-3)

1994
- Buda: Vida, Leyenda, Enseñanza (1994), Martínez-Roca  (ISBN 84-270-1864-9)
- El mito de María (1994)  (ISBN 8433007165)
- La sabiduría del Antiguo Egipto (1994), Alianza  (ISBN 84-206-0705-3)
- Recuerdo Mil Novecientos Treinta y Seis: Una Historia Oral de la Guerra Civil Espanola (Pruebas Al Canto) (1994), Anaya  (ISBN 84-7979-032-6)
- La otra cara del Paraíso: la verdad sobre las grandes sectas, Miami

1995
- Diccionario de Jesús y los Evangelios (1995), Verbo Divino  (ISBN 84-8169-037-6)
- El Desafío de las Sectas (1995), San Pablo  (ISBN 84-285-1770-3)
- El judeocristianismo palestino en el siglo I; De Pentecostés a Jamnia Editorial Trotta (1995),  (ISBN 84-8164-037-9) [Tesis Doctoral UNED]
- Historias Curiosas Del Ocultismo (1995), Espasa-Calpe  (ISBN 84-7979-366-X)
- Manuscritos del Mar Muerto (1995), Alianza  (ISBN 84-206-4664-4)
- Textos para la historia del pueblo judío (1995), Editorial Cátedra  (ISBN 84-376-1360-4)

1996
- Diccionario de Las Tres Religiones Monoteístas (1996), Alianza  (ISBN 84-206-0618-9)
- Durruti: La furia libertaria (1996), Temas de Hoy  (ISBN 84-7880-693-8)
- En Las Raíces De La Nueva Era (1996), Caribe-Betania  (ISBN 0-89922-575-6)
- José Antonio: La biografía no autorizada (1996), Anaya  (ISBN 84-350-0690-5)
- La guerra de Franco (1996), Planeta  (ISBN 84-08-01873-6)

1997
- Como Presentar el Evangelio A los Mormones (1997), CBP  (ISBN 0-311-13861-6)
- Diccionario de los Papas (1997), Península  (ISBN 84-8307-478-8)
- El Holocausto (1997), Alianza  (ISBN 84-206-5644-5)
- El Maestro de la Justicia (1997), Edhasa  (ISBN 84-350-0623-9)
- El médico del sultán'' (1997), Grijalbo  (ISBN 950-28-0395-7)
- Enciclopedia de las religiones (1997), Planeta  (ISBN 84-08-02284-9)
- La destrucción de Guernica: Un balance sesenta años después (1997), Espasa Calpe  (ISBN 84-239-7746-3)
- La esclava de Cleopatra (1997), Martínez Roca  (ISBN 84-270-2201-8)
- La ocasión perdida: la Revolución Rusa de 1917: del régimen zarista a los horrores del estalinismo, (1997), Península  (ISBN 84-8307-686-1)
- Los incubadores de la serpiente: orígenes ideológicos del nazismo, la Segunda Guerra Mundial y el Holocausto (1997), Anaya  (ISBN 84-7979-420-8)
- Conspiración contra las Sagradas Escrituras (1997), Peniel (con Domingo Fernandez)

1998
- Cuentos del Antiguo Egipto (1998), Martínez Roca  (ISBN 84-270-2328-6)
- Las Cinco llaves de lo desconocido (1998) Maeva
- La tercera España (1998), Espasa Calpe  (ISBN 84-239-7764-1)
- Las Brigadas Internacionales (1998), Espasa Calpe  (ISBN 84-239-9740-5)
- Los textos que cambiaron la Historia (1998), Planeta  (ISBN 9788408023470)
- Nuevo diccionario de sectas y ocultismo (1998), Verbo Divino  (ISBN 84-8169-271-9)

1999
- Breve historia global del siglo XX (1999), Alianza  (ISBN 84-206-8592-5)
- Diccionario histórico del cristianismo (1999), Verbo Divino  (ISBN 84-8169-102-X)
- El Caballo que aprendió a volar (1999), Maeva
- El Emperador Perjuro (1999), Bestselia
- El Inquisidor Decapitado (1999), Bestselia
- El Libro Prohibido (1999), Bestselia
- El Obispo Hereje (1999), Bestselia
- El Perro de Gudrum (1999), Espasa Calpe  (ISBN 84-239-9057-5)
- Enciclopedia del 'Quijote' (1999), Planeta  (ISBN 84-08-03048-5)
- Haway 1898: La historia de la última reina de Haway (1999), Edhasa  (ISBN 84-239-9124-5)
- La Furia de Dios (1999), Bestselia
- La leyenda de Al-Qit, (1999) Alfaguara  (ISBN 84-204-4920-2)
- Los Esenios de Qumran (1999),  (ISBN 84-305-8909-0)

2000
- Como Presentar el Evangelio A los Testigos de Jehová (2000), CBP  (ISBN 0-311-13859-4)
- El yugo de los tártaros (2000), Planeta  (ISBN 84-8314-075-6)
- Enigmas y Secretos de la Inquisición (2000),  (ISBN 84-08-02284-9)
- La Estrategia de la Conspiración (2000), Ediciones B

2001
- El violinista del rey animoso (2001) Anaya  (ISBN 84-667-0298-9)
- Fan y la Reina de los Piratas (2001), Alfaguara  (ISBN 84-204-6496-1)
- Los exploradores de la Reina y otros aventureros victorianos (2001), Planeta  (ISBN 84-08-05115-6)
- Te esperaré mil y una noches (2001), Planeta  (ISBN 84-08-03743-9)

2002
- El poeta que huyó de Al-Ándalus (2002), Ediciones SM  (ISBN 84-348-8794-0)
- Enigmas históricos al descubierto: de Jesús a Ben Laden (2002), Planeta  (ISBN 84-08-05363-9)
- La batalla de los cuatro reyes, (2002) Ediciones SM   (ISBN 84-348-8780-0)
- La mandrágora de las doce lunas (2002) Ediciones SM  (ISBN 84-348-8550-6)
- Lincoln (Premio Las Luces de Biografía 2002) Acento Editorial  (ISBN 84-483-0699-6)
- Los tres días del gladiador (2002), Ediciones SM  (ISBN 84-348-8621-9)
- Yo, Isabel la Católica (2002), Ediciones y Publicaciones S.L.  (ISBN 84-95894-33-5)
- El año de la libertad, (2002), Ediciones SM  (ISBN 84-348-8782-7)

2003
- Bilbao no se rinde (2003), Ediciones SM  (ISBN 84-348-8783-5)
- Checas de Madrid: Las cárceles republicanas al descubierto (2003),  (ISBN 84-9793-168-8)
- Fa Nen o Fa Nena (2003) Grup Promotor d´Ensenyament i Difusió Català
- Nuevos enigmas históricos al descubierto: de Nostradamus a Saddam Hussein (2003), Planeta  (ISBN 84-08-05293-4)
- OVNIS Cual Es La Verdad? (2003),  (ISBN 1-56063-178-3)
- Victoria o muerte en Lepanto (2003), Ediciones SM  (ISBN 84-348-8781-9)
- Pablo Iglesias (2003),  (ISBN 84-666-0896-6)

2004
- De Isabel a Sofía: Medio milenio de reinas de España (2004), Planeta  (ISBN 84-08-05265-9)
- El aprendiz de cabalista (2004), Siruela  (ISBN 84-663-1456-3)
- El testamento del pescador (Premio Espiritualidad (2004), Martínez Roca  (ISBN 84-270-3052-5)
- El último tren a Zurich (2004), Alfaguara  (ISBN 84-204-6682-4)
- España frente al Islam: de Mahoma a Ben Laden (2004), La Esfera de los Libros  (ISBN 84-9734-162-7)
- Fernando Botero: La pasión de crea (2004), Mcgraw-Hill Interamerican  (ISBN 970-10-4486-X)
- Grandes procesos de la Inquisición. Seis relatos prohibidos (2004) Planeta  (ISBN 84-08-05122-9)
- Jose Carreras: Un canto a la esperanza (2004), Mcgraw-Hill Interamerican  (ISBN 970-10-4487-8)
- La dama de la reina Isabel (2004) Alfaguara  (ISBN 84-204-0150-1)
- La luz del día final (2004) Luis Vives  (ISBN 84-263-5222-7)
- Memoria de la Guerra Civil Española: Partes nacionales y republicanos (2004) Belacqua  (ISBN 84-96326-10-1)
- Miguel de Cervantes: El soldado escritor (2004), Mcgraw-Hill Interamerican  (ISBN 970-10-4490-8)
- Pluma gris y el gran perro (2004), Mcgraw-Hill Interamerican  (ISBN 970-10-4505-X)
- Primavera en el Camino de las Lágrimas (2004), Edebe  (ISBN 84-236-6871-1)

2005
- Bienvenidos a La Linterna: La historia nos ilumina la actualidad (2005), Planeta  (ISBN 84-08-06008-2)
- Diccionario secreto del 'Quijote' (2005), Planeta  (ISBN 84-08-05975-0)
- Dilaf el Sabio, (2005) Anaya  (ISBN 84-207-7490-1)
- Dilaf y la princesa, (2005) Anaya  (ISBN 84-207-8463-X)
- El Documento Q (2005), Planeta,  (ISBN 84-08-06326-X)
- El Maestro De Scherezade (2005), Ediciones SM,  (ISBN 84-675-0497-8)
- El médico de Sefarad (2005), Grijalbo  (ISBN 950-28-0369-8)
- El Talmud, (2005) Alianza   (ISBN 84-206-3786-6)
- El talón de Aquiles (2005) Martínez Roca  (ISBN 84-270-3186-6)
- El tributo de los elfos, (2005) Anaya  (ISBN 84-667-1747-1)
- El último ajusticiado y otras historias de la inquisición (2005), Belacqua  (ISBN 84-96326-50-0)
- El viento de los dioses, (2005) Martínez Roca  (ISBN 84-270-3116-5)
- Las alforjas del cuentacuentos (2005) Libroslibres  (ISBN 84-96088-41-3)
- Los evangelios gnósticos (2005) Edaf  (ISBN 84-414-1597-8)
- Los hijos de la luz (2005) Plaza & Janes  (ISBN 84-01-33458-6)
- Los masones: la historia de la sociedad secreta más poderosa (2005), Planeta  (ISBN 84-08-05699-9)
- (es) Paracuellos-Katyn : Un ensayo sobre el genocidio de la izquierda, Madrid, LibrosLibres, mai 2005, 420 p. (ISBN 84-96088-32-4 et 978-84-96088-32-0, lire en ligne)

2006
- Artorius (2006), Grijalbo
- Camino del sur (2006), Martínez Roca
- Corría el año... los mejores editoriales de La Linterna (2006), Planeta
- El Fuego del Cielo (2006) Martínez Roca,  (ISBN 84-270-3238-2)
- El legado del cristianismo en la cultura occidental: Los desafíos del siglo XXI (2006) Espasa Calpe  (ISBN 84-670-1951-4)
- El talón de aquiles (2006), Martínez Roca
- España Frente a los Judíos: Sefarad: Del Profeta Jonas a la Expul Sion (2006), La Esfera de los Libros,  (ISBN 84-9734-360-3)
- Jesus y los Manuscritos del Mar Muerto (2006), Planeta,  (ISBN 84-08-06528-9)
- La guerra que ganó Franco (2006), Planeta,  (ISBN 84-08-06768-0)
- Mentiras de la historia... de uso común (2006), La esfera de los libros

2007
- Cambiaron la historia (2007), Planeta
- César Vidal responde (2007), La esfera de los libros
- El camino hacia la cultura (2007), Planeta
- El escriba del faraón (2007), Martinez Roca
- El hijo del hombre (2007), Suma de letras
- Jesús y Judas (2007), Planeta
- La noche de la tempestad. Maldito sea el que mueva mis huesos (2007), Grijalbo

2008
- La EZpaña de ZP, La esfera de los libros.  (ISBN 978-84-96599-23-9)
- Recuerdos 1936  (ISBN 978-84-08-07706-0)
- España contra el invasor francés 1808  (ISBN 978-84-8307-813-6)
- Por qué soy cristiano, Planeta.  (ISBN 978-84-08-08113-5)
- El caso Lutero, Editorial Edaf.  (ISBN 978-84-414-2108-0)
- El judío errante, Grijalbo.  (ISBN 978-84-253-4254-7)

2009
- Cambiaron la Historia, Planeta.  (ISBN 978-84-08-08588-1)
- Lincoln, unidad frente a la autodeterminación, Planeta.  (ISBN 978-84-08-08540-9)
- La ciudad del rey leproso, Espasa-Calpe.  (ISBN 978-84-670-3117-1)
- Historia de España. De los primeros pobladores a los Reyes Católicos. (Junto a Federico Jiménez Losantos), Planeta . (ISBN 978-84-08-08211-8)
- Momentos cumbre de la Historia que cambiaron su curso.
- http://www.cesarvidal.com/index.php/CesarVidal/ver-bibliografia/lo-ruhama._no_compadecida/, Grupo Nelson.
- Mitos y falacias de la Historia de España, Planeta.
- Historia de España II. De Juana la Loca a la Primera República. (Junto a Federico Jiménez Losantos). Planeta.  (ISBN 978-8-40808-897-4)
- Los primeros cristianos Planeta. Reedición de su tesis De Pentecostés a Jamnia: el judeo-cristianismo en la Palestina del s. I.  (ISBN 978-8-40808-865-3)

2010
- Jesús, el judío, Plaza & Janés
- La ciudad del azahar
- Historia de España III. De la Restauración a la guerra civil. (Junto a Federico Jiménez Losantos). Planeta.  (ISBN 978-8-40809-459-3)

2011
- Nuevo Testamento Interlineal Griego - Español, Grupo Nelson. Nashville. Tennessee. Estados Unidos.  (ISBN 978-1-60255-276-0)

2012
- De lo Divino y lo Humano: Las pasiones en la Biblia, Martínez Roca. Grupo Planeta. Madrid.  (ISBN 978-8-42702-502-8)
- Buda, el príncipe, Debolsillo. Random House Mondadori. Barcelona.  (ISBN 978-8-49989-399-0)

2013
- Historia del franquismo (Junto a Federico Jiménez Losantos), Planeta. (ISBN 978-8-40811-916-6)
- No vine para quedarme, Plaza & Janes Editores.

2014
- Pontífices, Península.
- La historia secreta de la Iglesia católica en España, Ediciones B, Madrid.  (ISBN 978-8-46665-515-6)
- La herencia del cristianismo, YWAM Publishing, Seattle.  (ISBN 978-1576588048)

2015
- El traje del Emperador, Stella Maris, Madrid.  (ISBN 978-84-16128-45-7)

2020
- Más que un rabino
- Un mundo que cambia

Traductions
- Calígula: el tiempo del poder absoluto, de Daniel Noly, Editorial Edaf S.A.  (ISBN 978-84-08-07584-4)
- Título: Carne y piedra: el cuerpo y la ciudad en la civilización occidental, de Richard Sennett, Alianza Editorial, S.A.  (ISBN 978-84-9734-680-1)
- El colapso de Rusia, de Aleksandr Isaevich Solzhenitsyn, Espasa-Calpe, S.A.  (ISBN 978-84-08-06835-8)
- De la antorcha a la hoguera: magia y superstición en el medievo, de Jean Claude Bologne, Anaya & Mario Muchnik  (ISBN 978-84-285-1770-6)
- España, 1700-1900: el mito del fracaso, de David R. Ringrose, Alianza Editorial, S.A.  (ISBN 978-84-666-2903-4)
- Fénix verde, de Thomas Burnett Swann, Editorial Edaf, S.A.  (ISBN 978-84-270-3238-5)
- El hecho religioso: enciclopedia de las grandes religiones, de Jean Delumeau, Alianza Editorial, S.A.  (ISBN 978-84-270-1678-1)
- Historia de Egipto, de Manetón, Alianza Editorial, S.A.  (ISBN 978-84-206-0622-4 et 978-84-239-9124-2)
- Kublai Khan: su vida y su tiempo, de Morris Rossabi, Editorial Edaf, S.A.  (ISBN 978-84-348-7359-9)
- La misa: su celebración explicada, de Lucien Deiss, Planeta-De Agostini  (ISBN 978-84-285-1375-3)
- La misa: su celebración explicada [Monografía], de Lucien Deiss, Ediciones San Pablo,  (ISBN 978-84-7640-379-2)
- El mundo inexistente, de Thomas Burnett Swann, Editorial Edaf, S.A.  (ISBN 978-84-253-4112-0)
- La revolución rusa: la tragedia de un pueblo, de Orlando Figes, Edhasa  (ISBN 978-84-206-0705-4)
- Sobre virus y hombres: La carrera contra el SIDA, de Luc Montagnier, Alianza Editorial S.A.  (ISBN 978-84-226-5829-0) Círculo de Lectores, S.A.  (ISBN 978-84-206-3786-0)
- Las 48 leyes del poder, de Robert Greene, Espasa-Calpe, S.A.  (ISBN 978-84-239-6637-0)